# Burowo
Burowo (niem. Burow) – wieś sołecka w województwie zachodniopomorskim, w powiecie goleniowskim, w gminie Goleniów. W latach 1975–1998 miejscowość położona była w województwie szczecińskim. W roku 2009 wieś liczyła 110 mieszkańców.

## Geografia
Wieś leży ok. 12 km na wschód od Goleniowa, na pagórkowatej Równinie Nowogardzkiej, w okolicy rzeki Gowienicy, która bierze swoje źródła w okolicznej dolinie torfowej, ok. 3 km na północ od Mostów. Występują tutaj wzgórza morenowe (drumliny), torfowa dolina Gowienicy, przez którą prowadzi droga, w stronę Maciejewa i Mostów. Znajdują się również lasy wschodnich rubieży Puszczy Goleniowskiej zdominowane drzewostanowo przez sosnę i buk. Są to tereny pagórkowate o wysokościach bezwzględnych do 62 m n.p.m. (wzgórze na wschód od wsi).

## Historia
Najstarsze ślady osadnictwa na terenie wsi pochodzą z neolitu. Znaleziska archeologiczne potwierdzają istnienie tutaj osady kultury ceramiki sznurowej. Pierwsze wzmianki o wsi pochodzą z wieku XIV. Od założenia do końca XVIII stulecia wieś pozostawała pod władzą znanej w okolicy rodziny von Flemming, której jedną z siedzib był pałac w Mostach. We wsi znajdował się młyn i tartak. W XIX wieku Burowo zostało przejęte przez ród von Petersdorf. W roku 1872 wieś zamieszkiwało ok. 150 osób. Do Burow należał również młyn Burówko oraz majątek rycerski. W samej wsi znajdował się kościół, folwark, młyn, cmentarz, cztery duże gospodarstwa. Po II wojnie światowej regularna owalnica przybrała nieregularny kształt, kościół zniszczono w latach 50. XX wieku, zburzono również tartak i młyn.

## Zabytki i atrakcje turystyczne
Ruiny kościoła oraz cmentarza, kamień pamięci poświęcony ofiarom I wojny światowej – mieszkańcom Burow. Zabudowa pochodzi w większości z przełomu XIX i XX wieku, można znaleźć domy o konstrukcji ryglowej. 
W okolicy, w dolinie Gowienicy znajduje się przydrożna kapliczka maryjna oraz tablica z dziesięciorgiem przykazań.

## Turystyka
We wsi znajduje się Ośrodek Szkolno – Wypoczynkowy Uniwersytetu Szczecińskiego.

## Komunikacja
W Burowie znajduje się przystanek PKS-u i przystanek kolejowy Burowo.